# Kommission für das Belgische Hilfswerk
Die Kommission für das Belgische Hilfswerk (Commission for Relief in Belgium, Commissie voor Hulp aan België), auch bekannt als Belgisches Hilfswerk, war eine von US-amerikanischen Freiwilligen ins Leben gerufene und durch Ehrenvorsitzende oder Schutzherren international verankerte Organisation, die sich während des Ersten Weltkriegs um die Nahrungsmittelversorgung der Zivilbevölkerung des von deutschen Truppen besetzten Belgien kümmerte.

## Emile Francqui legt die Situation dar
Trotz Neutralität war Belgien kurz nach Kriegsausbruch von den Deutschen besetzt, und ein Teil der eingebrachten Ernte und tausende Rinder beschlagnahmt worden. Da das Land nur für ein Drittel der Bevölkerung die Nahrungsmittel selbst erzeugte, entstand besonders in den Städten schnell ein Versorgungsengpass. In der amerikanischen Botschaft in London konnte der belgische Bankier Emile Francqui einige anwesende, schon in die Evakuierung amerikanischer Zivilisten eingebundene Personen von der Notwendigkeit einer sofortigen Hilfsmaßnahme überzeugen. Der Bergbauingenieur Herbert Hoover – später Präsident der Vereinigten Staaten – wurde als geeigneter Mann für die Leitung des Vorhabens angesehen, das bei einem zu erwartend kurzen Krieg die Belgier über die nächsten acht Monate bis zur nächsten Ernte zu retten hätte. Kurzfristig ließen sich durch belgische Auslandsguthaben 10 Millionen Dollar aufbringen. Tatsächlich hieß es dann, die Aktion über vier Jahre fortzusetzen, eine Milliarde Dollar zu beschaffen und fünf Millionen Tonnen konzentrierter Nahrungsmittel zu verschiffen. Noch waren die Vereinigten Staaten nicht in den Krieg hineingezogen und deren Londoner Botschafter Walter Hines Page ein idealer Ehrenvorsitzender, doch ließ sich durch weltweites Einrichten von Hilfskomitees der neutrale Charakter der Hilfsorganisation den ganzen Krieg hindurch bewahren.

## Klärung der Finanzierung
Eine aufreibende Situation mit Blockade und Besatzungsarmee entstand durch eine Verengung des Blickwinkels der militärischen Führer auf ihre Ziele: Die Briten waren zunächst der Meinung, ein hungerndes belgisches Volk könnte den Deutschen nur ein Mehr an Schwierigkeiten bringen, entsprechend musste ihnen die Zulassung jedes Versorgungsschiffs einzeln abgerungen werden. Die Deutschen gaben vor, den Belgiern sei es durchaus möglich, sich selbst zu versorgen und die angespannte Situation würde nicht mehr als die Ernährung des eigenen Volkes zulassen – trotz der nach internationalem Recht bestehenden Pflicht, die Zivilbevölkerung zu versorgen. Hoover suchte das Gespräch und brachte zuerst auf deutscher Seite Bewegung in die Sache. Schnell erkannte nun David Lloyd George, dass eine Kostenübernahme durch die Deutschen sie in die Lage versetzen würde, öffentlich ihren Kriegsgegner als ein Land hinzustellen, das durch eine Blockade die eigenen Alliierten aushungert. Also entschieden die Briten am 18. Februar 1915, dem „Hoover Fonds“ monatlich eine Million Pfund (etwa 4,82 Mio. Dollar) zur Verfügung zu stellen. Betroffen waren von der Notlage außer dem gesamten belgischen Volk auch drei Millionen Menschen in Nordfrankreich. Eine von Hoover gegenüber dem Französischen Außenminister Théophile Delcassé vorgebrachte Bitte um Unterstützung führte zunächst zu nichts, doch wurde Hoover unmittelbar nach dem Treffen von einem französischen Bankier kontaktiert, heraus kam eine Unterstützung von drei Millionen Dollar im Monat, nur eben nicht staatsoffiziell, sondern indirekt. Von 1917 an beteiligte sich die US-Regierung an der Finanzierung, sodass sich der monatliche Umsatz von anfänglich 10 Millionen Dollar auf 25 Millionen in den letzten Jahren steigerte. Weniger als 0,5 % betrugen dabei alle Unkosten der Kommission, bei der mehr als 300 Freiwillige mitarbeiteten.

## Oft am seidenen Faden
Vielfältig war die Art der Widernisse, denen man sich gegenübersah. Jemand warf Hoover vor, gegen das hundert Jahre zuvor erlassene sogenannte „Logangesetz“ zu verstoßen, das in Regierungsangelegenheiten Verhandlungen von Privatpersonen mit ausländischen Regierungen unter Strafe stellte. Senator Henry Cabot Lodge leitete Untersuchungen ein, konnte aber mit Hilfe von Präsident Woodrow Wilson in die Schranken verwiesen werden.

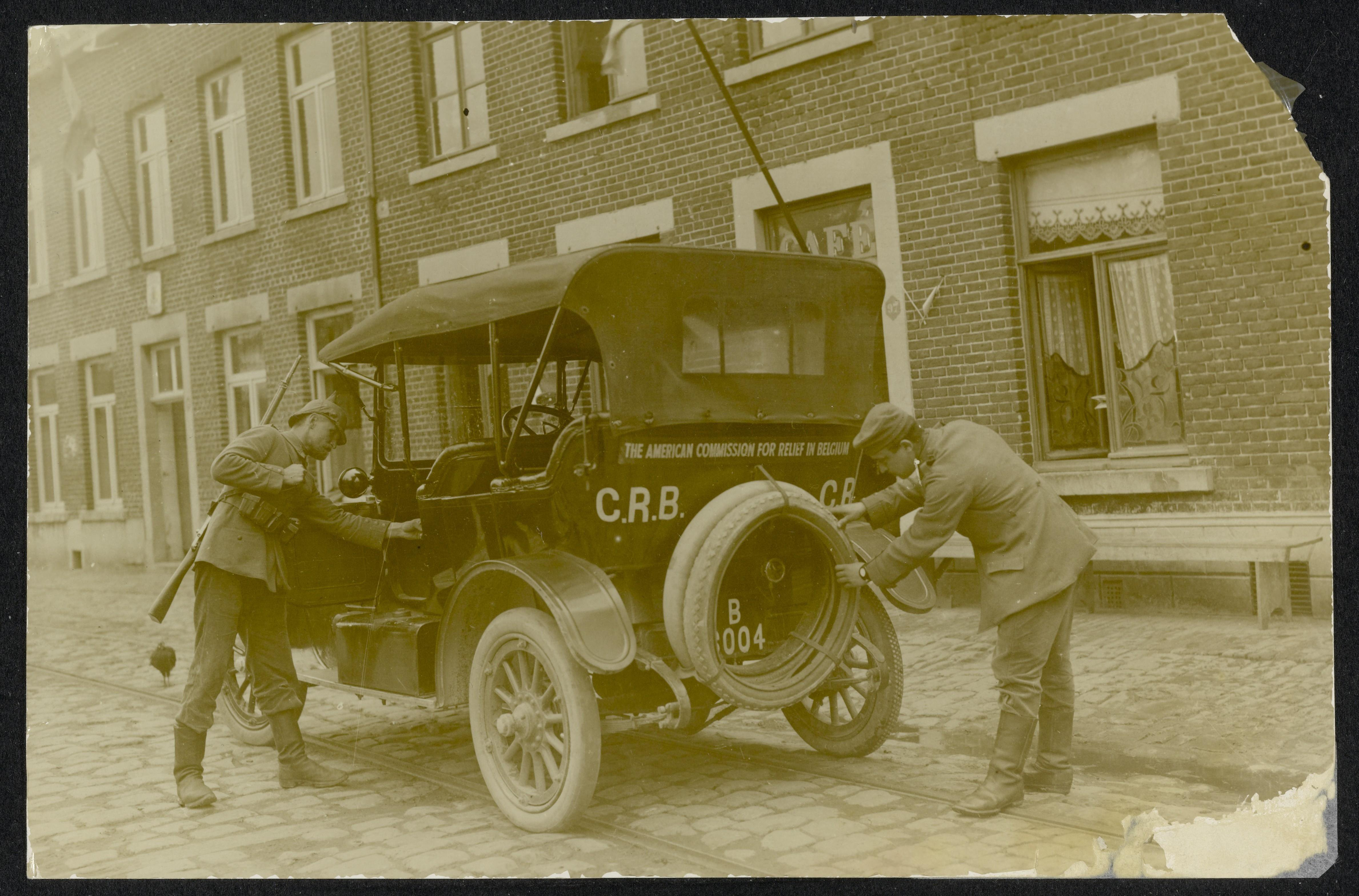
Deutsche Soldaten untersuchen einen Wagen der C.R.B.

Briten und Franzosen argwöhnten ständig, die gelieferten Nahrungsmittel könnten der deutschen Armee zugutekommen, umgekehrt witterten die Deutschen oft Spionagetätigkeit bei den Hilfswerksmitarbeitern. Besonders heikel war ein Konflikt, der zur Erntezeit 1916 entstand, da die Deutschen verlassene Höfe bewirtschafteten und einen Ernte-Ersatz an das Hilfswerk liefern sollten. Der Generalquartiermeister, General Traugott von Sauberzweig, ließ darauf mitteilen, man erwäge eine gänzliche Aufhebung der Zusammenarbeit, Grund war die Auswirkung der Blockade auf die deutsche Versorgungslage. Persönlich war von Sauberzweig von zwei Schlägen getroffen worden, sein Sohn seit jüngstem durch Kampfgas kriegsblind, er selbst verantwortlich dafür, dass Edith Cavell vor Gericht gebracht und hingerichtet wurde, was bei ihm den Groll auslöste, er sei „der ganzen Welt als Ungeheuer hingestellt worden“. Hoover schaffte es, den General davon zu überzeugen, eine Entscheidung gegen das Belgische Hilfswerk könnte für Millionen Menschen den Tod bringen und der Schaden für sein Ansehen wäre beträchtlich größer als nach dem Fall Cavell.
In gleichem Umfang in der Existenz gefährdet war das Hilfswerk, nachdem die britische Regierung vor dem Hintergrund des U-Boot-Krieges im Frühjahr 1916 keine Tonnage mehr für Transporte zwischen neutralen Staaten bereitstellen konnte. Am 26. Juni 1916 wurde daher das Unternehmen Lloyd Royal Belge als Zusammenschluss von Reedereien gegründet, um diesem Mangel zu begegnen. Für die Aufrechterhaltung der Versorgung brauchte man durchgehend ungefähr 60 Frachtschiffe mit zusammen ca. 300.000 Registertonnen, belgische waren beschlagnahmt, andere gechartert. Die Schiffe trugen einen sich fast vom Bug bis zum Heck erstreckenden Schriftzug Belgian Relief Commission und waren beflaggt mit einer Fahne, die die Buchstaben C.R.B. trug. Dies mochte größtenteils die Einhaltung des zugesicherten freien Geleits gewährleisten, doch gingen schon vor dem uneingeschränkten U-Boot-Krieg 19 Schiffe hauptsächlich durch Seeminen verloren, anschließend nochmals 12, davon acht durch U-Boote, beispielsweise die Schiffe Euphrates und Lars Kruse. Trotzdem kam ein überseeischer Transport von 200.000 Schiffsladungen mit Hilfsgütern aus den Vereinigten Staaten, Kanada, Indien und Argentinien zusammen.

## Der Abschluss
Nach dem Kriegseintritt der Vereinigten Staaten im Mai 1917 sollte Herbert Hoover auf Präsident Wilsons Wunsch hin die Lebensmittel für den Krieg bewirtschaften. Nach Hoovers Rückkehr in sein Heimatland wurde in Europa William B. Poland Leiter des Hilfswerks, politisch unterstützt nur von dem spanischen Gesandten Marqués de Villalobar, dem spanischen Botschafter in London und den niederländischen Beamten. Zum Ende des Krieges wurde an das Hilfswerk von der belgischen und französischen Regierung die Bitte herangetragen, bis zum Juli 1919 weiterzuwirken. Es stellte sich nun als ein überdimensionales Lebensmittelunternehmen mit zehn Millionen Kunden dar, entsprechend fielen Gewinne an, die sich auf 34 Millionen Dollar summierten. Das Geld wurde belgischen Universitäten und Bildungseinrichtungen zur Verfügung gestellt. Das Comité National, das auf belgischem Boden das Hilfswerk geleitet hatte und 90 führende belgische Persönlichkeiten neben den leitenden Amerikanern umfasste, versammelte sich im August 1919, um das Hilfswerk aufzulösen.
Die Vereinigten Staaten nutzten ihre Erfahrung anschließend in einem Hilfswerk für Europa und seinen Wiederaufbau, bis Hoover und die Verwaltung des Amerikanischen Hilfswerks sich während der russischen Hungersnot von 1921 mit der bis dahin größten humanitären, nicht von Kriegen oder Seuchen hervorgerufenen Katastrophe der jüngeren Zeit konfrontiert sahen.

## Nachweise
- Herbert Hoover: Memoiren (Bd. 1). Jahre der Abenteuer 1874–1920, Matthias-Grünewald-Verlag, Mainz 1951